# 晖华公主
晖华公主（503年—541年3月4日），名库罗伏，字尉芮文，南北朝吐谷浑人，吐谷浑国君伏连筹（明元）的第二女。
晖华公主于503年（梁武帝天监二年、魏宣武帝景明四年）出生，她是西魏文帝悼皇后的姨母，她的姐姐是柔然可汗阿那瓌的可敦。晖华公主是吐谷浑国所封。她的丈夫乞伏孝达在吐谷浑官至车骑大将军、中书监。伏连筹看重他的器望，把女儿嫁给他。晖华公主跟着丈夫到柔然，以亲戚被礼遇，乞伏孝达在柔然官至骠骑大将军、俟利莫何、度支尚书、金城王。悼皇后嫁到西魏，乞伏孝达以皇后的姨父，在西魏作为上宾，晖华公主及三子同行。晖华公主在大统七年正月甲午（541年3月4日）于长安去世，年三十九岁，二月己酉（541年3月19日），西魏文帝以公主之礼安葬于山北县小陵原。